# Boekent
Boekent is een straat en een voormalige buurtschap ten zuiden van Gemert, in de Nederlandse provincie Noord-Brabant. Deze sluit aan op de Oudestraat naar Gemert en de Zandstraat naar De Mortel. De naam werd vroeger als Boekhout geschreven, wat Beukeboom betekent.
De buurtschap is ontstaan uit een 13e-eeuws landgoed dat oorspronkelijk toebehoorde aan de Commanderij van de Duitse Orde te Gemert. De Landcommandeur Ivan van Cortenbach gaf dit goed in 1421 in erfpacht aan particulieren. Zodoende werd het gesplitst en ontstond er een groepje boerderijen.
De centrale hoeve was Hoeve Ter Ynde. Deze was genoemd naar de Ynden, en dat waren hekken die dienden ter afsluiting voor loslopend vee. Deze hoeve is in de 20e eeuw afgebrand en nimmer meer heropgebouwd. Andere hoeven waren: Mughof, Traanpot, Blauwe Kei, Spilkorf en Roskam. Een aantal van deze hoeven, zij het soms sterk verbouwd, bestaan nog. Sommige hoeven hebben hun luiken nog geschilderd in de kleuren zwart en wit, wat de kleuren van de Duitse Orde zijn.
Op de hoek van de Boekent en de Kromstraat is een monumentje ter ere van de IJsheiligen te vinden, opgericht ter gelegenheid van het 200-jarig bestaan in 1996 van de provincie Noord-Brabant. Er zijn daar en ook in de aangrenzende Broekstraat een reeks fraaie boerderijen te vinden. De mooiste is de Blauwe Kei uit 1734 en er is onder meer ook een kortgevelboerderij die zich bevindt op Kromstraat 6. De meeste boerderijen stammen uit de 2e helft van de 19e eeuw.
Dorpen: Bakel · De Mortel · De Rips · Elsendorp · Gemert · Handel · Milheeze

Buurtschappen: Bakelsebrug · Bankert · Benthem · Deelse Kampen · De Klef · De Wind · Doonheide · Esdonk · Esp · Geneneind · Grotel · Heidveld · Hilakker · Hoeven · Hoogen-Aarle · Kaweide · Kivitsbraak · Koks · Kuundert · Mathijseind · Milschot · Muizenhol · Neerstraat · Nuijeneind · Overschot · Pandelaar · Pandelaarse Kampen · Ravensgat · Ren · Rootvlaas · Scheepstal · Schouw · Schutsboom · Speurgt · Tereyken · Verreheide · Vossenberg · Wolfsbosch · Zaarvlaas · Zand

Voormalige buurtschappen: Boekent

Noord-Brabant: Steden en dorpen      Nederland: Provincies · Gemeenten